# Kentron V4 R-Darter
Die V4 R-Darter ist eine radargelenkte Luft-Luft-Rakete mittlerer Reichweite. Sie wird seit 1994 vom südafrikanischen Konzern Kentron (heute: Denel Dynamics) für die South African Air Force (SAAF) hergestellt.

## Geschichte und Technik
Die Entwicklung der V4 begann ab Mitte der 1980er-Jahre mit dem Ziel, eine radargelenkte Luft-Luft-Rakete mit hoher Reichweite für die SAAF zu haben. Da Südafrika zu dieser Zeit unter einem UN-Waffenembargo stand, hatte es keine Möglichkeit, sich ähnliche Waffen aus dem Ausland zu beschaffen. Die V4 wurde so entwickelt, dass sie gegen alle zu der Zeit bekannten elektronische Gegenmaßnahmen immun war. Weiterhin sollte sie mit einem modernen Flugzeugradar kombiniert werden, so dass der Pilot mehrere Luftziele gleichzeitig angreifen konnte. Es wurde mit der R-Darter möglich, ein Ziel vor dem Abfeuern der Rakete zu erfassen (Lock on before launch), das Ziel konnte aber auch erst nach dem Start der Rakete aufgefasst (Lock on after launch) und ins Ziel geleitet werden. Die Zielerfassung war wie bei der Kentron V3 über das Helmdisplay möglich. Während ihrer Entwicklung wurden in der Auslegung der Rakete spätere Update-Möglichkeiten berücksichtigt.
In Produktion ging die R-Darter im Jahr 1994. In den Dienst der SAAF wurde sie schon 1995 gestellt und an der Atlas Cheetah C/D genutzt. Der Öffentlichkeit wurde sie erst im Jahr 2000 offiziell auf der African Aerospace and Defence Show vorgestellt.
Seitdem gibt es Gerüchte, dass die R-Darter ähnlich, wenn nicht sogar ein Derivat der israelischen Derby sei. Südafrikanische Quellen bestreiten dies. Es gibt auch keine Belege, dass Kentron mit den Israelis im Rahmen eines Projektes für eine radargelenkte Luft-Luft-Rakete zusammengearbeitet hat. Viele Daten über R-Darter werden noch als geheim eingestuft.
Im Jahr 2005 wurde bekannt, dass die Força Aérea Brasileira zehn R-Darter für einen Stückpreis zwischen 100.000 und 200.000 US-Dollar für das F-5BR-Testprogramm gekauft hatte. Die Entscheidung fiel im Jahr 2006 jedoch zugunsten der von Rafael gebauten Derby. Weitere mögliche Exporte nach Pakistan und gar Rumänien erwiesen sich bald als Falschmeldung. Seitdem Ecuador Anfang 2011 für 54 Millionen US-Dollar zwölf Cheetah erworben hatte, halten sich Gerüchte über ein Interesse Ecuadors am Erwerb der R-Darter.
Die R-Darter war ursprünglich für die Saab 39 Gripen vorgesehen, wurde aber nicht umgesetzt. 2003 wurde entschieden, die V4 zusammen mit der Cheetah im Jahr 2008 außer Dienst zu stellen. Über einen möglichen Nachfolger wird viel spekuliert; dieser wird laut Aussage eines Firmensprechers unter dem Namen B- oder T-Darter entwickelt.

## Verweise